# Jira Bulahi Bad
Jira Bulahi Bad (20 de junio de 1965) es una ingeniera y política saharaui, representante del Polisario en numerosos países y ministra de la República Árabe Saharaui Democrática.

## Biografía
Nació en El Aaiún, en el entonces Sahara español. Tras la Marcha Verde, huye con su familia a Tinduf (Argelia). Completa la secundaria en ese país y aprovecha una beca para estudiar Ingeniería Electrónica en Cuba. A su vuelta, se integra en diversas organizaciones políticas y sociales saharauis, como la Unión de Juventudes Saharuis o la Unión Nacional de Mujeres Saharauis, entidades en las que ocupará puestos de responsabilidad.
Sin embargo, sería en el campo de las relaciones internacionales donde Jira Bulahi Bad volcará toda su actividad. Tras obtener un máster en Cooperación Internacional en la Universidad de Alicante, fue representante del Polisario en Suecia para los países nórdicos. También dirigió el departamento de Relaciones Internacionales y Cooperación.
En 2011, durante la celebración del XIII Congreso del Polisario celebrado en la localidad de Tifariti (territorios liberados del Sáhara Occidental), Jira Bulahi Bad entra en el gobierno saharaui, siendo nombrada ministra de Formación Profesional, Función Pública y Empleo.
Desde 2015, en delegada del Polisario en España, siendo la primera mujer en ocupar dicho cargo.